# Cornelius Steenoven
 (octobre 2021).
Cornelis (Cornelius) Steenoven, aussi appelé Corneille Steenoven, (baptisé à Amsterdam le 13 octobre 1661 – mort à Leyde, le 3 avril 1725) est un ecclésiastique catholique néerlandais devenu par la suite vieux-catholique. Il fut le premier archevêque vieux-catholique d'Utrecht.

## Biographie
Il fit ses études à Louvain et à Rome, et en 1689 fut ordonné prêtre. Il devint curé à Amersfoort (1693-1719), où il fit transformer un vieil orphelinat en « église-cachette » (schuilkerk), puis à Leyde (1719-1723) ; à partir de 1700 il fut également chanoine du chapitre d'Utrecht. Depuis la suspension du vicaire apostolique Petrus Codde ce chapitre était en conflit avec Rome où on ne voulait pas nommer un nouvel évêque. Le 27 avril 1723 le chapitre, de son propre chef, choisit comme nouvel archevêque Steenoven qui, depuis 1719, était son vicaire général. Bien que l'élection n'eût pas été reconnue par Rome, Steenoven fut sacré archevêque le 14 octobre 1724 à Amsterdam par Dominique Marie Varlet, un missionnaire français évêque in partibus de Babylone que Rome avait suspendu. Le pape Benoît XIII excommunia Steenoven ; le schisme d'Utrecht était ainsi accompli et l'Église vieille-catholique était née. Steenoven mourut six mois après sa consécration à Leyde et fut enterré dans l'église vieille-catholique de Warmond.

## Source
- (nl) Cet article est partiellement ou en totalité issu de l’article de Wikipédia en néerlandais intitulé « Cornelius Steenoven » (voir la liste des auteurs).